# Дихан (Келесский район)
Дихан (каз. Диқан, до 2002 г. — Садовое) — аул в Келесском районе Туркестанской области Казахстана. Входит в состав Бирлесуского сельского округа. Код КАТО — 515443300.

## Население
В 1999 году население аула составляло 359 человек (173 мужчины и 186 женщин). По данным переписи 2009 года, в ауле проживало 257 человек (131 мужчина и 126 женщин).